# بنجامين إنوس
بنجامين إنوس هو سياسي أمريكي، ولد في 13 فبراير 1788 في ريتشموند في الولايات المتحدة، وتوفي في 4 فبراير 1868. نشط حزبياً في الحزب الديمقراطي. وقد انتخب أمين صندوق الدولة ‏ وانتخب عضو جمعية ولاية نيويورك ‏.